# TV Guide
TV Guide es una revista semanal estadounidense que trata acerca de la programación televisiva. La edición principal se publica en los Estados Unidos, pero también existe una edición alternativa para Canadá.
Además de las listas de programación de TV, en las publicaciones aparecen noticias relacionadas con la televisión, entrevistas con celebridades, chismes, y revisiones de películas. También han aparecidos horóscopos y crucigramas (autodefinidos).

## Historia en los Estados Unidos

### Prototipo
Lee Wagner fue el director de circulación para McFadden Publications en Nueva York en la década de 1930 —y después para Cowles Media Co.—, distribuyendo revistas sobre los famosos del cine. En 1948, imprimió The TeleVision Guide para la zona de Nueva York. En la portada apareció Gloria Swanson, una estrella del cine mudo que estaba protagonizando "The Gloria Swanson Hour." Wagner posteriormente agregó ediciones regionales para Nueva Inglaterra y las zonas de Baltimore, Washington. Cinco años más tarde, vendió las ediciones a Triangle Publications, albergada por Walter Annenberg, pero se mantuvo como asesor hasta 1963.

### La era de Annenberg y Triangle
La revista nacional TV Guide fue publicada por primera vez el 3 de abril de 1953. En la portada de su primera edición apareció una fotografía de Desi Arnaz, Jr., el hijo de Lucille Ball y Desi Arnaz.
La conversión de TV Guide en publicación nacional fue el resultado de la compra por parte de Triangle Publications (perteneciente a Walter Annenberg) de numerosas publicaciones de listas de televisión regionales, como TV Forecast (que circulaba en la zona de Chicago y, desde su primera publicación el 9 de mayo de 1948, había sido la primera revista en publicar de forma continuada listados de televisión), TV Digest (que se distribuía en Filadelfia y Pittsburgh, y que en un principio, cuando se lanzó por primera vez el 7 de noviembre de 1948, se distribuía bajo el título de Local Televiser), y Television Guide, con sede en Nueva York (que tuvo su título abreviado a TV Guide el 18 de marzo de 1950). Cada una de las ciudades en las que la revista TV Guide realizó su lanzamiento nacional  era una de las ciudades que había tenido su propia revista de programación de televisión local y que ahora había sido adquirida por Triangle Publications.
El lanzamiento como una publicación nacional con listas de programación locales, en abril de 1953, se convirtió en un éxito casi instantáneo, transformándola en la revista más leída y con la mayor circulación en el país en la década de 1960. El precio inicial era de sólo 15 centavos de dólar por ejemplar. Además de sus suscripciones, TV Guide era una elección habitual de las familias estadounidenses en el momento en que compraban revistas en las cajas de los supermercados. En la década de 1970, la aparición de cada edición semanal era promocionada en comerciales de televisión. Bajo el respaldo de Triangle Publications, TV Guide continuó creciendo no solo en circulación, sino que también en su reconocimiento como una autoridad en programación televisiva, con artículos de su equipo editorial y escritores colaboradores.
El logotipo de TV Guide es uno de los más reconocibles en el día de hoy. A través de las décadas la forma del logotipo ha cambiado para reflejar la modernización de una pantalla de televisor. En un principio, el logotipo tenía varios colores de fondo (usualmente negro, blanco, azul, o verde), y luego dio paso al fondo rojo, el cual se estandarizó en los años 1960 con cambios ocasionales para acomodarlo a las ediciones especiales. 
La revista tuvo su sede inicialmente en una pequeña oficina en el centro de Filadelfia, antes de trasladarse a una sede nacional más espaciosa en Radnor Township (Pensilvania) a finales de la década de 1950. La nueva instalación tenía un gigantesco logotipo de TV Guide iluminado en la entrada del edificio. Albergaba a la gerencia, los editores, el personal de producción y los procesadores de suscripciones, así como un vasto sistema informático que contenía datos sobre cada programa de televisión y película disponibles para incluirse en la popular publicación semanal. La impresión de la sección nacional en color de TV Guide, que incorpora historias relacionadas con la televisión y columnas seleccionadas, como reseñas de programas, se llevó a cabo en la planta de la División Gravure de Triangle, conocida por realizar algunas de las impresiones de mayor calidad de la industria, con registro casi siempre perfecto: ubicado junto al emblemático edificio Inquirer de la empresa en North Broad Street en Filadelfia. Luego, la sección de color se enviaba a las imprentas regionales para que se incluyesen en las secciones del listado local.
Triangle Publications era una firma de comunicaciones muy respetada, y en crecimiento la cual junto a TV Guide, adquirió The Philadelphia Inquirer y Philadelphia Daily News, además de 16 estaciones de radio y televisión (WFIL AM-FM-TV en Filadelfia, Pensilvania; WNHC AM-FM-TV en New Haven, Connecticut; KFRE AM-FM-TV en Fresno, California; WNBF AM-FM-TV en Binghamton, Nueva York; WFBG AM-FM-TV en Altoona, Pensilvania; y WLYH-TV en Lancaster/Lebanon, Pensilvania), The Daily Racing Form, The Morning Telegraph, la revista Seventeen, y la participación en varias empresas de TV por cable. Fue bajo la tutela de Triangle sobre WFIL en Filadelfia cuando Dick Clark y American Bandstand se volvieron populares. Triangle Publications vendió sus periódicos en Filadelfia a Knight Newspapers en 1969, sus estaciones de radio y televisión durante inicios de la década de 1970 a Capital Cities Communications, y varias otras participaciones en empresas, manteniendo solo TV Guide, Seventeen Magazine, y The Daily Racing Form. Triangle Publications en sí fue vendido a News America Corporation en 1988 por $3.000'000.000 en uno de los mayores acuerdos de medios hasta el momento.

### Bajo News Corporation
El advenimiento de televisión por cable fue muy duro para TV Guide. Los canales de cable comenzaron a aparecer en TV Guide en 1980 o 1981, dependiendo de la edición. Los canales también eran diferentes, dependiendo de la edición. Cada canal fue designado por una bala rectangular de 3 letras, por ejemplo, (ESN) representó ESPN. Para ahorrar espacio en los canales, algunos canales de cable (principalmente canales de pago) había un asterisco al lado de ellos, para significar que era sólo listado en la grilla de la noche (y más tarde, la Pay-TV Movie Guide). Canales como (MAX) y (DIS) (Cinemax y Disney, respectivamente) inicialmente comenzaron solo en las grillas, pero luego se expandieron a la lista también.
Como pasaron los años, canales de cable fueron añadidos. Para ayudar a compensar esto, en mayo de 1985 se introdujo un tipo de letra más pequeño, con otros cambios cosméticos la longitud de un programa se listó después del título de la serie, no en la descripción de como era antes. Otro cambio en los listados tuvo lugar en 1996; el título del programa ya no era listado totalmente en mayúsculas, pero también en minúsculas.
En 2003, existía también una lista de canales de cable que eran listados en las grillas solamente. Desde su incepción hasta 2003, TV Guide ofreció listas de programación para toda la semana, 24 horas al día. Comenzando con la edición para el 21 de junio de 2003 (solo en algunas ediciones), las listas de lunes a viernes de 5 a. m.-5 p. m. se dividieron en 4 grillas: 5 a. m.-8 a. m., 8 a. m.-11 a. m., 11 a. m.-2 p. m., 2 p. m.-5 p. m. Si la programación difería de un día laborable al otro, se listaba "Various Programs." Este cambio llegó a ser permanente para todas las ediciones de TV Guide comenzando con la edición del "Fall Preview" (Avance de Otoño) en 2003.
Varias modificaciones, que no trajeron beneficios a las listas de programación de la revista, continuaron produciéndose. Comenzando en enero de 2004, las listas de medianoche a 5 a. m. (y también de 5 a. m.-8 a. m. en la programación de sábados y domingos) no incluían la programación de las estaciones de televisión locales fuera de la ciudad de edición, solo las estaciones de la ciudad de cada edición. Comenzando con la edición de julio de 2004, las listas de programación de trasnoche fueron sacadas enteramente, siendo reemplazadas por una grilla que iba de 11 p. m. a 2 a. m. e incluyó las estaciones locales de cada edición, con un puñado de estaciones de cable. También se listaba una pequeña selección de películas de trasnoche en algunos canales. Las grillas de programación diurna también se cambiaron, de 5 a. m.-5 p. m., a 7 a. m.-7 p. m. A inicios de 2005 muchos canales más fueron agregados a las grillas del prime-time y del trasnoche. La revista también cambió su formato, para empezar con la programación de los domingos, en reemplazo de la programación de los sábados, cambiando una tradición que comenzó con la primera edición de la revista.
El 18 de mayo de 2005, TV Guide lanzó TV Guide Talk, un podcast semanal disponible para todos. El podcast fue encabezado por un reportero y personalidad de TV Guide, Michael Ausiello, y fue coanimado por sus compañeros, Angel Cohn, Daniel Manu, y Maitland McDonagh. El podcast se descontinuó en 2008 cuando Ausiello trasladó a Entertainment Weekly.
TV Guide fue comprada de News Corporation en 1999 por United Video Satellite Group, la compañía matriz de los Prevue Networks, la cual fue luego comprada por Gemstar-TV Guide International, el creador del dispositivo para información de horarios VCR Plus+ y propietaria parcial de News Corporation.

### Bajo Gemstar
El 26 de julio de 2005, Gemstar-TV Guide anunció que TV Guide cambiaría su formato de tamaño pequeño, a una revista nacional de tamaño mayor que ofrece más historias y menos listas de programación. Todas las 140 ediciones locales también fueron eliminadas, siendo reemplazadas por 2 ediciones, una para las zonas horarias del Este y del Centro, y otra para las del Pacífico y de las montañas. El cambio en el formato fue atribuido al incremento de los sitios Web, los canales de televisión por cable (como TV Guide Network), guías electrónicas de programación, el TiVo, y grabadores de video digital como las fuentes preferidas por espectadores para listas de programas.
La nueva versión de TV Guide fue un éxito en las tiendas el 17 de octubre de 2005, y en su portada aparecía Ty Pennington de Extreme Makeover: Home Edition. El formato de las listas de programación ahora consistía enteramente con grillas, y empezó las listas con los lunes, en vez de los domingos.
En septiembre de 2006, TV Guide lanzó un rediseño de su sitio web con abundante material editorial que no era incluido en la edición impresa, incluyendo contenidos generados por usuarios.
El 22 de diciembre de 2006, TV Guide introdujo por primera vez una edición quincenal de la revista. La edición, que traía a Rachael Ray en su portada, fue publicada para las semanas entre el 25 de diciembre de 2006 y el 7 de enero de 2007.
Con la adquisición de Gemstar-TV Guide por Macrovision el 2 de mayo de 2008, esa compañía, que compró Gemstar-TV Guide principalmente para tomar ventaja de su lucrativo y rentable VCR Plus y sus patentes para guías electrónicos de programación, dijo que quería vender tanto la revista y TV Guide Network, junto con el canal de hípica TVG Network, a otras partes.

### Bajo OpenGate Capital
El 13 de octubre de 2008, Macrovision vendió la revista al fondo OpenGate Capital por $1. Como parte de la venta, sin embargo, el sitio web de compañía fue contratada por Macrovision (quien luego la vendió a One Equity Partners), con todas las conexiones editoriales entre la revista y el sitio web separados, incluyendo el fin de la presencia de Matt Roush en TVGuide.com. El contenido editorial de la revista se lanzó en un nuevo sitio, TVGuideMagazine.com, que no contó con los listados de TV Guide en cualquier forma. Sin embargo, TVGuidemagazine.com se cerró el 1 de junio de 2010, y TV Guide Magazine y TVGuide.com llegaron a un acuerdo para restaurar el contenido de la revista a la página web TVGuide.com, que Lions Gate Entertainment compró junto con TV Guide Network en enero de 2009.
En enero de 2009, la revista cortó varias redes de las listas, incluyendo DIY Network y MTV, citando "problemas de espacio;" sin embargo, dos cortes, los de The CW y TV Guide Network, fueron vistos como sospechosos y arbitrarias, como la guía lleva varios canales que tienen el mismo horario noche tras noche, mientras que varias redes de Fox continúan ser en la lista debido a los acuerdos con su administración anterior por News Corporation. Es probable que la eliminación de la red de las listas de TV Guide se relacionó con el hecho que la página web y la red fueron "divorciados" de la revista.
A principios de febrero de 2009, los listados de The CW y MTV se re-añadieron después de muchas protestas a las direcciones de correo electrónico de la revista. Los otros listados fueron poco a poco re-añadidos, hasta que el horario de TV Guide Network volvió a las páginas de listados en junio de 2010 con su logotipo prominente dentro de las redes como parte del acuerdo anteriormente mencionado con la división TV Guide perteneciente a Lions Gate.

### Televisión estadounidense
En 1998, la marca de la revista TV Guide fue adquirida por el United Video Satellite Group, la empresa matriz del Prevue Channel (el cual fue renombrado como TV Guide Channel y posteriormente, como TV Guide Network). Al igual que se predecesor, TV Guide Channel mostraba los horarios de programación televisiva en la parte inferior de la pantalla. La parte superior mostraba ahora chismes acerca de las celebridades, conversaciones de cine, y comerciales (además de los avances de películas, que coparon la programación de Prevue Channel). Recientemente, los programas en TV Guide Channel generalmente se retrasan en 30 segundos a un minuto, y usualmente son programados para ser emitidos en una hora (por ejemplo un show suele aparecer a las 12:45 y de nuevo a las 1:45).
Actualmente, TV Guide Channel es conocido como TV Guide Network (Actualmente Pop TV) y tiene programación de tiempo completo, incluyendo tales programas como el newsmagazine semanal The 411, y la cobertura de eventos desde la alfombra roja (originalmente presentada por Joan y Melissa Rivers, pero actualmente presentada por Lisa Rinna y Joey Fatone, quienes habían aparecidos recientemente en Dancing with the Stars).

## Edición canadiense
Por muchos años, la edición canadiense de TV Guide fue virtualmente la misma que la versión para Estados Unidos (a mediados de los años 1970, algunas ediciones canadienses de TV Guide también se vendían en algunos locales del límite estadounidense). Las únicas diferencias eran el precio (en 1972, la edición de Estados Unidos costaba 20 centavos, mientras que en Canadá costaba 25 centavos) y el publicador. Al menos once ediciones fueron disponibles a través del país cubriendo las principales ciudades.
Comenzando en enero de 1977, la revista comenzó a utilizar por primera vez algunas de las mismas historias y portadas de la edición de Estados Unidos, pero publicando en algún momento diferentes contenidos editoriales, con un enfoque canadiense pero también publicando apariciones y fotos de producciones estadounidenses que no aparecían en la edición estadounidense. La revista, que utiliza un logotipo similar al de la versión estadounidense, era publicada por Transcontinental Media. Fueron aplicados diversos incrementos de precio, subiendo a 30 centavos, 35 centavos, y últimamente llegando a un dólar canadiense por edición.
En 2004, la revista cambió su formato de tamaño pequeño, similar a la versión estadounidense, a un formato grande (similar en tamaño a un libro de cómic). La necesidad de mantener una cantidad de páginas razonable en comparación con el aumento de canales fue citado en la primera edición al trasladarse a páginas más grandes. Con el cambio de formato vino la decisión de la revista de cesar la impresión de listas de programación para el trasnoche; esta programación fue eliminada con tal de enfocarse en las horas de televisión más vistas, generando quejas de los lectores.
El 5 de noviembre de 2005, la TV Guide canadiense fue reducida de sus 6 ediciones a sólo 2, una para el Este de Canadá, y otra para el Oeste de Canadá. El cambio fue muy controversial.
Luego de recibir numerosas quejas acerca del nuevo formato (una revista se condensó en varias listas a través del país), varios cambios superficiales fueron introducidos en la edición del 26 de noviembre. Una doble edición de fin de año publicada entre el 24 de diciembre de 2005 y el 6 de enero de 2006 fue impresa completamente en colores e incluyó varios listados regresivos. También incluyó un extenso reportaje.
El 19 de octubre de 2006, Transcontinental anunció que cesaría la publicación de la edición canadiense, con la última edición fechada el 25 de noviembre (en los kioscos desde el 20 de noviembre). Transcontinental dijo que TV Guide entraría en una etapa de transición a una "publicación web", con lo cual la difunta publicación se expandiría.
El nuevo sitio en Internet (desde el 1 de diciembre de 2006) está activo en http://www.tvguide.ca y es hosteado por Sympatico/MSN. Cuando un proveedor de cable o satélite es seleccionado, aparecen todos los canales (la lista no permite ser editada para no ver los canales que uno no prefiere). La grilla publica con un rango de dos horas, requiriendo una actualización de la página para ver la programación fuera de ese rango. Los números para "VCR Plus" no están disponibles.

## Otros usos del nombreTV Guide
El término "TV Guide" parcialmente se ha convertido en una marca vulgarizada para describir otros listados de televisión que aparecen en la web y en los periódicos. Read/Write Web publicó "Your Guide to Online TV Guides: 10 Services Compared" ("Tu Guía a los guías de TV: 10 servicios, en comparación"). Techcrunch en 2006 ofreció "Overview: The End of Paper TV Guides" ("Visión general: El fin de guías de televisión imprimidas").
TV Guides es también el nombre de una instalación interactiva de vídeo y sonido que se produjo en 1995 con la asistencia del Canada Council for the Arts, y se mostró en SIGGRAPH 1999. Guías nacionales sobre la televisión también se publican en otros países, pero ninguno de ellos se cree que están afiliadas con la publicación de América del Norte.

### Guías de televisión en otros países
Otros países también publican sus guías de televisión nacional, al parecer no afiliadas a la publicación estadounidense.
- En el Reino Unido, Radio Times y TV Times son las revistas de radiodifusión más populares.
- En Alemania, la gente tiene libre elección sobre alrededor de 50 guías de televisión diferentes; algunas de ellas muestran listas de las próximas 2 a 4 semanas en la televisión.
- En Argentina también existió una publicación llamada "TV Guía", publicada por Editorial Abril, muy popular en los años 1970 y 80 y que imitaba el formato original de la TV Guide estadounidense, incluyendo el logo, igual al original. Con la llegada de la Televisión por cable su popularidad disminuyó hasta desaparecer. La segunda etapa se editó desde 1999 hasta 2005 por la empresa Publiexpress S.A.
- En Australia, durante la década de 1970, existió una versión de TV Guide, la cual era publicada bajo licencia de Southdown Press; pero esta versión pronto decayó con su exitoso enemigo, TV Week, en 1980. TV Week tiene un logotipo muy similar al de TV Guide.
- En Nueva Zelanda, hay una publicación de tamaño pequeño llamada TV Guide, a pesar de que no está relacionada de ninguna forma con las publicaciones de Estados Unidos o Canadá. Posee la mayor circulación que cualquier revista nacional, y es publicada por Fairfax Media.
- En Italia, existe una revista llamada TV Sorrisi e Canzoni cuyo logotipo es casi idéntico, pero en vez de ser rojo es celeste, sin ninguna relación con la publicación estadounidense. Es publicada por Arnoldo Mondadori Editore desde octubre de 1952 Sin embargo, tal logotipo (que se utiliza hasta la actualidad sin ninguna modificación) fue creado en diciembre de 1971.
- En México, existió de 1952 a 2007 una publicación de formato pequeño llamada Tele Guía, sin ninguna relación con la publicación estadounidense. Era publicado por Editorial Televisa.
- En Chile, Holanda Comunicaciones S. A. publicó desde 1986 TV Grama, que dejó de circular en abril de 2015, la cual tampoco está relacionada con TV Guide estadounidense. Sin embargo, actualmente su logotipo es muy similar a la revista ya mencionada. La empresa editora chilena también editaba Cine Grama, una revista dedicada a los estrenos cinematográficos, de gran calidad y con amplia cobertura del rubro.
- En Costa Rica, el periódico La Nación publica los días domingo un suplemento titulado Teleguía, en el cual se publica la programación para la semana, junto con entrevistas a celebridades. Asimismo, no está vinculada con TV Guide.
- En Perú, Publicaciones Mayo, S.R.L. publicaba Tele Guía entre 1978 y 1998, sin ninguna vinculación con TV Guide.

## TV Guideen la cultura popular
- En The Lost Boys, un aburrido Sam encuentra una TV Guide en casa del Abuelo, y le pregunta al Abuelo si él tiene un televisión. El Abuelo responde "No, sólo me gusta leer TV Guide. Si lees TV Guide, no es necesario que tengas un televisor."
- En la serie Seinfeld, el padre de George, Frank, colecciona la revista. Las que más disfruta son las previas de otoño. En 2000, Frank apareció en la versión canadiense de TV Guide.
- En Mama's Family, Vinton Ray "Vint" Harper revela que ha estado coleccionando TV Guides por más de 25 años. Él conoce cuántas veces Mister Ed (el personaje de TV favorito de Naomi Harper) ha aparecido en la portada: dos veces.
- La familia Bundy en la serie Married... with Children también disfrutan leer TV Guide; de hecho, es su único material de lectura, especialmente para Al Bundy.
- En The Simpsons, Homer dice a sus niños que las "Tres Rs" son "Leer TV Guide, Escribir a TV Guide... Renovar TV Guide."
- En el quinto episodio de la segunda temporada de Hell's Kitchen, la recompensa por superar el desafío era una toma fotográfica para TV Guide.
- En The X-Files, Dana Scully (Gillian Anderson) levanta una edición de TV Guide de un montón de enfermos mentales, preguntando si la persona de la portada (Jay Leno) fue quien cometió el crimen; ellos dicen que él fue. (Ella estaba levantando una copia de la edición canadiense de TV Guide; esa escena del capítulo fue filmada en Vancouver, pero el episodio transcurría en los Estados Unidos.)
- En "I'm Cute," una canción de Animaniacs, el personaje Dot Warner menciona que TV Guide la tiene en su portada.